# A Hare Grows in Manhattan
A Hare Grows In Manhattan és un dibuix animat de Warner Bros. de la sèrie Merrie Melodies, publicat el 22 de març de 1947 i dirigida per I. Freleng. El curtmetratge inclou Bugs Bunny com a personatge principal.

## Argument
El dibuix comença amb la veu d'una aparent reina de Hollywood, anomenada "Lola Beverly" (dibuixada inspirant-se en la periodista i columnista de ràdio Louella Parsons, coneguda rarament com a "Lolly"; anoteu la següent frase) parlant darrere de la càmera mentre hi apareixen residències de Beverly Hills, aturant-se a la "mansió" de Bugs Bunny, que és en realitat un cau de conill amb guarniments de luxe, com ara columnes i una piscina. Lola (o "Lolly" com l'anomena Bugs familiarment, fent efectiva la seva manera de parlar dels pixavins) combina una història biogràfica de Bugs, i parla sobre una infantesa al Lower East Side de Manhattan (presumptament explica el seu accent). Se li veu ballant clavant cops de sabata pels carrers de la Gran Poma i cantant "The Daughter of Rosie O'Grady" (una cançó escrita el 1917 per Walter Donaldson i Monty C. Brice).
Gran part de la història descriu "Bugs" repetidament empaitat per una "banda de carrer" formada per una colla de gossos perduts, dirigits per un bulldog de parlar bast, i no gaire intel·ligent, que porta un barret fort i un jersei de coll alt (també s'assembla a Hector, un altre bulldog aparegut en diverses historietes de Sylvester / Tweety a partir del 1948). Hi ha diverses referències a llocs històrics de la vida real de Nova York. Després de passar per davant de l'edifici del diari Daily News, Bugs li estampa dues racions de pastís a la cara comprades a l'Automat (cadena de màquines automàtiques d'expedició de menjar); en un altre, tracta de fugir a través de l'Stork Club (Club de les cigonyes), nom real d'un club nocturn en el qual es representen els clients com a cigonyes assegudes en les taules. Bugs fugint puja per un alt gratacels i intenta amagar-se en una cartellera del terrat anunciant cigarrets "egipcis", procedència que estava de moda en aquells anys i amb marques de cigarretes amb abundant publicitat. Després de camuflar-se el conill entre els dibuixos egipcis, el gos perseguidor cau, recollint roba estesa pel camí. En un moment donat, el ca es troba penjat per una "mà" d'una corda. Bugs, juga al joc "this little piddy" d'aixecar dits, parlant a la manera de Tweety. Quan "es queda sense piddies" i el gos cau, Bugs torna a la seva veu normal i el seu lloc habitual a l'audiència, "Gee, ain't I a stinker?" 
Bugs creu que s'ha desempallegat dels gossos dient "that's '-30-' for today!" (terme tradicionalment utilitzat pels periodistes a Amèrica del Nord per indicar el final d'una història). Torna al seu ball i cançó, i de sobte es troba en un atzucac. La colla de gossos reapareix i se li acosta amenaçadora. Bugs agafa un llibre i fa el gest de pegar-los amb ell si s'atansen. Els ulls dels gossos s'obren com a llunes quan veuen el llibre i giren la cua tocant el dos, corrent fins a travessar el pont de Brooklyn. El desconcertat Bugs mira el llibre i veu que es tracta de la recentment publicada novel·la, A Tree Grows in Brooklyn (1943), que va ser òbviament la inspiració del títol de la història.
Bugs es diu a si mateix i al públic, en un moment tranquil i reflexiu, "Ya know, maybe I oughta read dis t'ing!" després Bugs s'allunya de la càmera pel carrer amb un gratacel de fons, mentre es llegeix el llibre i camina fins que la imatge desapareix amb un arc negre que va estrenyent-se.

## Producció
El curt es va basar originalment en una breu obra autobiogràfica del mateix nom que es va publicar al número de desembre de la revista Coronet el 1945. En l'autobiografia, Bugs narra el seu ascens i només esmenta breument els seus dies pels carrers de Manhattan que ell qualifica de "senzill i despreocupat". Passaria els dies llançant roques als seus amics, robant pastanagues dels venedors ambulants i tractant amb matons utilitzant la seva tècnica "punch de conill".
Continua la història en què Bugs revela que el seu nom li va ser donat per les seues bufonades. Amb el temps, aconseguiria una faena en un lloc anomenat the Palace on serviria com a conill de barret del mag el Gran Presto.A la fi, marxaria cap a Hollywood, molt que els pesara als seus pares, per convertir-se en una estrella. La qual cosa el feia presumir que "va arribar a temps per salvar les pel·lícules plenes de gom a gom d'actors exagerats que sobre-actuaven".

## Distribució
- VHS- Starring Bugs Bunny
- VHS- Bugs Bunny: Hollywood Legend
- VHS- The Golden Age Of Looney Tunes Volum 7: Bugs Bunny by Each Director
- Laserdisc- Bugs Bunny Classics: Special Collectors Edition
- Laserdisc-The Golden Age Of Looney Tunes: Volum 1
- DVD- Looney Tunes Golden Collection: Volum 3
- DVD- Looney Tunes Platinum Collection: Volume 3

## Anàlisi
Andrea Most assenyala que aquest curtmetratge té Bugs Bunny intentant escapar dels seus perseguidors canviant constantment "vestits, veus, accents i personatges". També assenyala que al llarg de la sèrie de Looney Tunes, els personatges canviarien la seva "forma, mida, personatge, gènere, vestit i estil de presentació" per captar o seduir els altres. Teoritza que els artistes de Warner Bros. Cartoons, d'origen "majoritàriament jueu", utilitzaven una metàfora de transformació i fugida que tenia orígens més profunds. L'autora troba que moltes comèdies del segle XX amb creadors jueus comparteixen el tema d'escapar-se mitjançant la reinvenció d'un mateix.
Aquest tema es pot trobar a la comèdia de vodevil, on els còmics canviaven de rol / identitat amb disfresses simples. Es pot trobar a Whoopee! (1928) i la seva adaptació cinematogràfica (1930), on el personatge jueu d'Eddie Cantor es transforma en "un cuiner grec, un noi negre i un cap indi". Es pot trobar al talent de Fanny Brice per "imitacions". Es pot trobar al musical Girl Crazy (1930), on Willie Howard es transforma "en una dona, en una varietat de famosos intèrprets ..., en un xèrif de l'Oest, fins a un cap indi". Un exemple és la pel·lícula Ser o no ser (1942), on una companyia mixta d'actors utilitza les seves habilitats per adoptar papers per sobreviure a Polònia ocupada.

## Doblatge
En la versió de la pel·lícula encomanada per RTVV el personatge de Bugs Bunny va ser doblat per Edu Borja.